# Amoea fulva
Amoea fulva is een insect uit de familie van de vlinderhaften (Ascalaphidae), die tot de orde netvleugeligen (Neuroptera) behoort. 
Amoea fulva is voor het eerst wetenschappelijk beschreven door Navás in 1931.